# Foro Social Europeo
El Foro Social Europeo (FSE) es un encuentro que llevan a cabo miembros del movimiento por una globalización alternativa, se reúnen para reivindicar, debatir y formular sus ideas y propuestas, compartir experiencias e información y crear redes para poner en marcha acciones y campañas eficaces para conseguir sus fines.[cita requerida]

## Historia

### Cronología
- El primer Foro Social Europeo se celebró en Florencia en Italia del 7 al 10 de noviembre de 2002
- La segunda edición se celebró en París, Saint-Denis, Bobigny y Ivry-sur-Seine del 12 al 15 de noviembre de 2003
- La tercera edición tuvo lugar en Londres del 14 al 17 de octubre de 2004
- La cuarta edición se celebró en Atenas del 4 al 7 de mayo de 2006
- La quinta edición tuvo lugar en Malmö, en Suecia, del 17 al 21 de septiembre de 2008

### Formación
En la primera reunión de preparación del FSE de Florencia, los diferentes movimientos sociales decidieron crear una "Asamblea Europea de Preparación" que asegurase la organización de los diferentes FSE. Dicha asamblea estaría abierta a todas las asociaciones, sindicatos, ONG que deseasen participar y se reuniría al menos tres veces al año en diferentes ciudades con el objetivo de permitir la participación de la mayor cantidad posible de movimientos en diferentes partes de Europa y garantizar una gran horizontalidad en la toma de decisiones. 

### Primer FSE: Florencia 2002
El eslogan de este foro fue "Contra la guerra, el racismo y el neoliberalismo", en clara referencia al plan de George W. Bush de atacar Irak. 
Un número aproximado de 60.000 delegados procedentes de toda Europa participaron de los encuentros y conferencias celebrados en la Fortaleza Da Basso y en auditorios de la ciudad. El último día se celebró una gran manifestación contra la guerra en la que tomaron parte 1 millón de personas según los organizadores.
Entre los temas tratados: inmigración, Constitución Europea, la Tasa Tobin, paz y pacifismo. Grandes ONG como Amnistía Internacional y organizaciones ciudadanas como ATTAC participaron del evento.

### Segundo FSE: París 2003
Participaron más de 40.000 delegados procedentes de toda Europa.

### Tercer FSE: Londres 2004
Más de 20.000 personas de 70 países diferentes asistieron a las reuniones, talleres y actividades celebradas en diferentes partes de la ciudad, principalmente en el Alexandra Palace.

### Cuarto FSE: Atenas 2006
Según los orgnizadores participaron cerca de 30.000 personas.

## Principales reivindicaciones
- « Otro mundo es posible »
- Anulación de la deuda externa de los países empobrecidos
- Oposición a la Guerra de Irak
- Resolución del conflicto palestino-israelí
- Oposición a las privatizaciones de las empresas públicas